# Округ Воско (Орегон)
Округ Воско (енгл. Wasco County) је округ у америчкој савезној држави Орегон.

## Демографија
По попису из 2010. године број становника је 25.213, што је 1.422 (6,0%) становника више него 2000. године.
| Група             | 2000.          | 2010.          |
| Белци             | 19.967 (83,9%) | 19.556 (77,6%) |
| Афроамериканци    | 71 (0,3%)      | 106 (0,4%)     |
| Азијати           | 191 (0,8%)     | 192 (0,8%)     |
| Хиспаноамериканци | 2.214 (9,3%)   | 3.743 (14,8%)  |
| Укупно            | 23.791         | 25.213         |